# Aprite: polizia!
Aprite: polizia! è una miniserie televisiva italiana in sei episodi andata in onda tra il 9 agosto e il 13 settembre 1958 sul Programma Nazionale della Rai. È la prima fiction televisiva gialla poliziesca italiana, precedente di un anno la serie Giallo club. Invito al poliziesco, dove compare il Tenente Sheridan.

## Trama
La miniserie narra delle indagini condotte dal commissario Alzani su sei casi di omicidio, svolti con grande pazienza e meticolosità, coadiuvato dal più anziano e gioviale maresciallo Patanò. Il giovane Alzani, appassionato di pugilato e di film di gangster, frequentatore di case di moda, night club, feste organizzate da amici, vacanze con belle donne, e persone dell'alta società, riesce con grande pazienza e meticolosità a risolverli. Quando sta per essere trasferito in un nuovo commissariato, è costretto a risolvere il caso più spinoso.

## Produzione
Diretta da Daniele D'Anza, che scrisse e sceneggiò con Giuseppe Mangione gli episodi, la miniserie rappresentò il primo tentativo nella storia della televisione italiana di proporre storie gialle poliziesche, con atmosfere tendenti al film noir.
L'ambientazione italiana delle storie, con ogni probabilità, fu la causa della chiusura della miniserie dopo sei episodi: per quella seguente, Giallo Club, si preferì (forse per ragioni censorie) adottare un'ambientazione statunitense.

## Programmazione
Caduta nell'oblìo dopo la prima trasmissione, nel gennaio del 2021 la piattaforma Rai Play ha reso disponibili in streaming i sei episodi della miniserie

## Episodi
| Stagione       | Episodi | Prima TV originale |
| -------------- | ------- | ------------------ |
| Prima stagione | 6       | 1958               |